# Coșernița, Criuleni
Coșernița este un sat din raionul Criuleni, Republica Moldova.

## Administrație și politică
Componența Consiliului local Coșernița (9 consilieri), ales la 5 noiembrie 2023, este următoarea:
|  | Partid                                       | Consilieri | Componență | Componență | Componență | Componență | Componență |
|  | -------------------------------------------- | ---------- | ---------- | ---------- | ---------- | ---------- | ---------- |
|  | Partidul Socialiștilor din Republica Moldova | 5          |            |            |            |            |            |
|  | Partidul Acțiune și Solidaritate             | 3          |            |            |            |            |            |
|  | Partidul Liberal Democrat din Moldova        | 1          |            |            |            |            |            |

## Personalități născute aici
- Anatol Chiriac (n. 1953), compozitor.